# Fontoy
Fontoy – miejscowość i gmina we Francji, w regionie Grand Est, w departamencie Mozela.
Według danych na rok 1990 gminę zamieszkiwało 3 256 osób, a gęstość zaludnienia wynosiła 193 osób/km² (wśród 2335 gmin Lotaryngii Fontoy plasuje się na 131. miejscu pod względem liczby ludności, natomiast pod względem powierzchni na miejscu 270.).